# Genuchus tomentosus
Genuchus tomentosus är en skalbaggsart som beskrevs av Jan Krikken 1972. Genuchus tomentosus ingår i släktet Genuchus och familjen Cetoniidae. Inga underarter finns listade i Catalogue of Life.